# Wola Jachowa
Wola Jachowa – wieś w Polsce położona w województwie świętokrzyskim, w powiecie kieleckim, w gminie Górno. Leży nad Kakonianką.
W latach 1975–1998 miejscowość administracyjnie należała do województwa kieleckiego.
Dojazd komunikacją publiczną do miejscowości z Kielc zapewniają m.in. autobusy komunikacji miejskiej linii ZTM 43 oraz linii MPK 206. Mieszkańcy wyznania kościoła rzymskokatolickiego należą do parafii pw. św. Rozalii w Skorzeszycach.
| SIMC    | Nazwa   | Rodzaj    |
| ------- | ------- | --------- |
| 0239356 | Pipała  | część wsi |
| 0239362 | Rudki   | część wsi |
| 0239379 | Środek  | część wsi |
| 0239385 | Zazbrze | część wsi |

W Woli Jachowej krzyżują się: droga krajowa nr 74 i droga wojewódzka nr 753 prowadząca do Nowej Słupi.

## Historia
Dawniej Wola Jackowa alias Jackowska, jak podaje Długosz w Liber beneficiorum (t. II, s. 459), wieś miała 12 łanów kmiecych i należała do biskupstwa krakowskiego. W spisach poborowych z 1540 roku. Wola Jachowa była także wsią biskupstwa krakowskiego w województwie sandomierskim w ostatniej ćwierci XVI wieku. Taki stan własności utrzymuje się do XVIII wieku, wówczas pod koniec wieku po zajęciu części dóbr biskupich przeszła na własność Skarbu. Według spisu miast, wsi, osad Królestwa Polskiego z roku 1827, była to już wieś rządowa, górnicza, posiadająca 58 domów i 267 mieszkańców.
W czasie II RP siedziba gminy Górno.

## Zabytki
- Kaplica pw. św. Joachima, wpisana do rejestru zabytków nieruchomych (nr rej.: A.320 z 15.01.1957 i z 15.06.1967)[12].

W Woli Jachowej funkcjonuje ochotnicza straż pożarna oraz znajduje się szkoła podstawowa im. gen. Władysława Sikorskiego (imię nadane 4 października 1990).